# Walter Schulz (Theologe, 1955)
Walter Schulz (* 6. April 1955; † 22. März 2019) war ein deutscher Pastor der Evangelisch-reformierten Kirche, Vorstand der Stiftung Johannes a Lasco und Direktor der Johannes a Lasco Bibliothek in Emden sowie Direktor der Ostfriesischen Landschaft.

## Leben und Wirken
Schulz wurde Pastor der Evangelisch-reformierten Kirche. 1993 erfolgte seine Berufung zum Vorstand der Stiftung Johannes a Lasco Bibliothek. 2001 legte er das Pastorenamt nieder, um hauptberuflich wissenschaftlicher Vorstand und Direktor der 1559 gegründeten Johannes a Lasco Bibliothek zu werden. Auf ihn ging die Idee zurück, das die während des Zweiten Weltkrieges zerstörte Große Kirche in Emden 1993/95 teilweise wiederaufgebaut und Heimstätte der Bibliothek wurde. 2004 wurde er außerdem Direktor der Ostfriesischen Landschaft. 2008 schied er aus dem Stiftungsvorstand aus und gab seine beiden Direktorenposten ab. Er starb kurz vor seinem 64. Geburtstag.

## Ehrungen
- Dr. h. c. theol.
- 4. April 2019 Gedenkfeier in der Johannes a Lasco Bibliothek anlässlich seines Todes und Publikation einer Gedenkschrift